# Dálnice A2 (Srbsko)
Dálnice A2 (srbsky v cyrilici Ауто-пут А2, v latince Auto-put A2) je budovaná dálnice v západní části Srbska. Její oficiální název zní Auto-put Miloš Veliki po Miloši Obrenovićovi, srbském vůdci povstání z 19. století. Pracovní název stavby byl Koridor 11, odkazující na jedenáctý panevropský koridor. Po svém dokončení bude na hranicích s Černou Horou navazovat na dálnici A1, čímž vznikne přímé dálniční spojení Bělehradu s Podgoricou a Barem.

## Délka a průběh dálnice

Stav realizace dálnice k roku 2020. Zeleně jsou zprovozněné úseky, červeně budované a šedě projektované pokračování na jih směrem do Černé Hory.

K roku 2020 je dokončena v délce 120 km, budováno je 31,7 km. Její celková délka má činit přes 250 km. Dálnice vede z Bělehradu v trase Ibarské magistrály směrem na jihovýchod k hranici s Černou Horou. Představuje pro tuto balkánskou zemi hlavní spojení s černohorským pobřežím i jejími přístavy. Kromě toho tvoří druhý, západní dálniční tah ve směru sever – jih, a spolu s dálnicí A5 tak tvoří alternativu k dálnici A1 v jejím centrálním úseku. Po dálnici také bude vedena evropská silnice E 763.
Dálnice bude začínat u obce Surčin na okraji Bělehradu na mimoúrovňové křižovatce s dálnicí A 1. Odtud povede jihozápadním směrem okolo města Obrenovac, obce Ub, města Lajkovac až k obci Preljina, kde se na ni bude napojovat dálnice A 5. Od Preljiny bude dálnice pokračovat západním směrem okolo města Čačak, jemuž vytvoří severní dálniční obchvat, až k městu Požega, kde má být dálnice podle současných plánů ukončena. Výhledově by však dálnice měla pokračovat dále jihozápadním směrem až k hranici s Černou Horou. Na černohorské straně je budována dálnice z města Bar.

## Úseky dálnice
Výstavba dálnice je rozdělena do jednotlivých etap které jsou budovány postupně.

### Surčin–Obrenovac
Nejsevernější část dálnice A2 od předměstí Bělehradu Surčinu až k městu Obrenovaci byla paradoxně poslední připravenou v úseku z Bělehradu do města Požega. Stavební práce na úseku o délce 17,6 km byly zahájeny na jaře 2017 a dokončeny v závěru roku 2019. Slavnostní otevření stavby se uskutečnilo dne 19. prosince 2019. Společností, která byla najata na jejich realizaci byla China Communications Construction Company (CCCC), která uskutečnila 51 % stavebních prací, zbývajících 49 % připadlo na domácí společnosti. Realizace stavby stála 234 milionů amerických dolarů, financována byla prostřednictvím půjčky z čínské Exim banky. Úsek dálnice začíná na Mimoúrovňové křižovatce Surčin, na obchvatu Bělehradu, dále pokračuje přes území historického regionu Srem a u Obrenovace překonává řeku Sávu a Kolubaru u jejich soutoku mostem dlouhým 1766 m.
Dálnice měla být dokončena v lednu 2020 ale podařilo se ji otevřít ještě v předchozím roce. Slavnostní otevření se uskutečnilo za přítomnosti srbského prezidenta Vučiće.

### Obrenovac–Ub
Úsek o délce 26,2 m byl budován od roku 2014 a zprovozněn v srpnu 2019. Realizovala jej čínská společnost Shandong Hi-speed Group. Na tomto úseku bylo vybudováno 14 mostů, jedno odpočívadlo a mimoúrovňová křižovatka u města Ub. Dálnice je vedena rovinatou krajinou okolo řeky Kolubary.

### Ub–Lajkovac
Tento úsek o délce 12,5 km je prvním dokončeným úsekem na dálnici A2. Budován byl mezi lety 2011 až 2014. Stavební práce zde provedly společnosti Putevi Užice a Planum. Celkové náklady na tento úsek dosáhly výše 73 milionů EUR a financovány byly ze státního rozpočtu. Na tomto úseku dálnice se nachází 13 mostů, jedno odpočívadlo a mimoúrovňová křižovatka u města Lajkovac. Ačkoliv byl úsek dokončen již v roce 2014, zprovozněn byl o pět let později, neboť nebyly realizovány navazující úseky a dálnice byla izolovaná stojící sama v poli. Během pěti let bylo nezbytné dálnici udržovat i opravovat; na jednom úseku bylo nezbytné kompletně vyměnit asfalt, aniž po ní projelo jediné auto.

### Lajkovac–Ljig
Úsek v délce 24 km byl budován od roku 2014 a zprovozněn byl v srpnu 2019. Vystavěla je čínská společnost Shandong Hi-speed Group ve spolupráci s bělehradskou společností Energoprojekt Niskogradnja. Na tomto úseku se nachází celkem 16 mostů, tunel Brančić o délce 956 m, jedno odpočívadlo a mimoúrovňová křižovatka u města Ljig. Částečně je vedena v údolí řeky Kolubary a Ljig, poté vstupuje do zvlněného terénu. Úsek byl financován 10 % ze státního rozpočtu a zbytek půjčkou z Exim banky.

### Ljig–Preljina
Nejdelší souvislý úsek (40,3 km) byl na této dálnici první dokončený, budován byl již od roku 2012. Vystavěla jej ázerbájdžánská společnost AzVirt a slavnostně byl zprovozněn dne 7. listopadu 2016. Náklady na stavbu dálnice dosáhly 308 milionů EUR, financovány byly z půjčky, kterou poskytla ázerbájdžánská vláda. Na stavbě pracovalo přes tisíc lidí a okolo 350 strojů. Úsek začíná v blízkosti města Dići nedaleko Ibarské magistrály, končí u města Preljina v blízkosti Čačaku, kde bude směrem na východ vybudována dálnice A5 (tzv. Moravský koridor). Na tomto úseku bylo vybudováno 66 mostů, 12 nájezdů a 4 tunely (Veliki Kik – 200 m, Savinac – 270 m, Šarani – 1040 m a Brđani – 438 m. Jsou zde rovněž i tři odpočívadla a v svažitých úsecích jsou pruhy pro pomalá vozidla.

### Preljina–Požega
Výstavba tohoto úseku byla zahájena dne 1. července 2019. Úsek má celkovou délku 30,9 km a buduje jej čínská společnost China Communications Construction Company (CCCC) na základě smlouvy, která byla podepsána v roce 2017. Očkáváno je zprovoznění úseku v roce 2022. Na počátku roku se podařilo otevřít úsek tvořící severní okraj města Čačak (z Preljiny do obce Pakrovaće). Na celém úseku mají být tři mimoúrovňové křižovatky, tři tunely (Trbušani – 360 m, Laz – 2565 m a Munjino Brdo – 2861 m). Dálnice je budována v náročném horském terénu v blízkosti Ovčarsko-kablarské soutěsky. Na tomto úseku by se měla odpojovat i další navazující dálnice, která má pokračovat na území Bosny a Hercegoviny do Sarajeva.

### Požega–Boljare
Poslední úsek dálnice A2 má vést z města Požega na černohorskou hranici u vesnice Boljare blízko města Sjenica. Jedná se o úsek o délce zhruba 100 km a v současné době se diskutuje o výběru trasy pro úsek dálnice. Uvažuje se o třech variantách: střední, východ-1 a východ-2. Výstavba úseku ve velmi náročném terénu horských údolí a pohoří o nadmořské výšce zhruba 1200 m má stát zhruba 1 miliardu eur. Očekávány jsou velmi náročné stavební práce, značný počet mostů a tunelů. Dálnice má z Požegy pokračovat přes města Arilje a Ivanjica, vedena by měla být po Pešterské náhorní plošině.

## Seznam výjezdů
Tento seznam zahrnuje pouze známé a již navržené stavby na úsecích dálnice z Bělehradu do města Požega.
| Číslo |  | kilometr | Název      | trasa | města | poznámka                                                                |
| ----- |  | -------- | ---------- | ----- | --- | ----------------------------------------------------------------------- |
| 1     |  | 0        | Surčin jug |       | Budapešť (Maďarsko), Subotica, Novi Sad, Sremska Mitrovica, Záhřeb (Chorvatsko), Niš                            |                                                                         |
| 2     |  | 17       | Obrenovac  |       | Obrenovac, Umka, Barič, Bělehrad, Šabac                                                                         |                                                                         |
| 3     |  | 43       | Ub         |       | Ub |                                                                         |
| 4     |  | 56       | Lajkovac   |       | Lajkovac, Lazarevac, Valjevo                                                                                    |                                                                         |
| 5     |  | 76       | Ljig       |       | Ljig |                                                                         |
| 6     |  | 101      | Takovo     |       | Takovo, Gornji Milanovac                                                                                        |                                                                         |
| 7     |  | 120      | Preljina   |       | Čačak, Kraljevo, Kruševac, Trstenik, Kragujevac, Vrnjačka Banja                                                 | Tento výjezd by měl být do budoucnosti rozšířen o napojení na silnice . |
| 8     |  | 130      | Pakovraće  |       | Čačak | Tento výjezd by měl být teprve vybudován.                               |
| 9     |  | 143      | Lučani     |       | Lučani, Guča | Tento výjezd by měl být teprve vybudován.                               |
| 10    |  | 150      | Požega     |       | Požega, Užice, Zlatibor, Nova Varoš, Prijepolje, Višegrad (Bosna a Hercegovina), Sarajevo (Bosna a Hercegovina) | Tento výjezd by měl být teprve vybudován.                               |